# Gracia Orlová
Pour les articles homonymes, voir Gracia.
Gracia Orlová est une course cycliste par étapes féminine disputée en République tchèque et en Pologne et créée en 1987. Depuis 2004, le départ est donné à Dětmarovice, en Moravie-Silésie, à l'est de la République tchèque. Un contre-la-montre individuel est disputé à Kuźnia Raciborska, dans la Voïvodie de Silésie, dans le Sud de la Pologne. L'arrivée de la dernière étape se trouve à Orlová, en Moravie-Silésie.

## Palmarès
| Année          | Vainqueur                  | Deuxième                | Troisième               |                  |
| -------------- | -------------------------- | ----------------------- | ----------------------- | ---------------- |
| Družba Žen     |                            |                         |                         |                  |
| 1987           | Angela Ranft               | Petra Rossner           | Kerstin Arndt           |                  |
| 1988           | Radka Kynclova             | Petra Rossner           | Angela Kindling         |                  |
| 1989           | Angela Ranft               | Ildiko Paczova          | Radka Kynclova          |                  |
| Gracia Tour    |                            |                         |                         |                  |
| 1990           | Radka Kynclova             | Eva Orvošová            | Jana Polokova           |                  |
| 1991           | Ildiko Paczova             | Eva Orvošová            | Elena Barillova         |                  |
| 1992           | Valentina Gerasimova       | Marina Prudnikova       | Elena Ogui              |                  |
| 1993           | Rasa Polikevičiūtė         | Aleksandra Koliaseva    | Tamara Poliakova        |                  |
| 1994           | Gulnara Fatkúlina          | Svetlana Samokhvalova   | Olga Sokolowa           |                  |
| Gracia ČEZ-EDĚ |                            |                         |                         |                  |
| 1995           | Hanka Kupfernagel          | Judith Arndt            | Valentina Gerasimova    |                  |
| 1996           | Hanka Kupfernagel          | Lenka Ilavská           | Barbara Heeb            |                  |
| 1997           | Hanka Kupfernagel          | Barbara Heeb            | Zulfiya Zabirova        |                  |
| 1998           | Marcia Eicher              | Kathy Watt              | Lenka Ilavská           |                  |
| 1999           | Hanka Kupfernagel          | Tatiana Stiajkina       | Ioulia Mourenkaia       |                  |
| 2000           | Hanka Kupfernagel          | Meike de Bruijn         | Monica Valvik-Valen     |                  |
| 2001           | Judith Arndt               | Nicole Brändli          | Lara Ruthven            |                  |
| Gracia-Orlová  |                            |                         |                         |                  |
| 2002           | Amber Neben                | Hanka Kupfernagel       | Priska Doppmann         |                  |
| 2003           | Nicole Brändli             | Judith Arndt            | Lada Kozlíková          |                  |
| 2004           | Nicole Brändli             | Annette Beutler         | Karin Thürig            |                  |
| 2005           | Judith Arndt               | Susanne Ljungskog       | Madeleine Sandig        |                  |
| 2006           | Judith Arndt               | Amber Neben             | Nicole Brändli          |                  |
| 2007           | Judith Arndt               | Alexandra Burtschenkowa | Andrea Bosman           |                  |
| 2008           | Marianne Vos               | Luise Keller            | Alexandra Burtschenkowa |                  |
| 2009           | Trixi Worrack              | Fabiana Luperini        | Marianne Vos            |                  |
| 2010           | Marianne Vos               | Annemiek van Vleuten    | Nicole Cooke            |                  |
| 2011           | Tatiana Antoshina          | Natalja Bojarskaja      | Svetlana Boubnenkova    |                  |
| 2012           | Evelyn Stevens             | Trixi Worrack           | Sharon Laws             |                  |
| 2013           | Ellen van Dijk             | Evelyn Stevens          | Emma Pooley             |                  |
| 2014           | Paulina Brzeźna-Bentkowska | Katrin Garfoot          | Eugenia Bujak           |                  |
| 2015           | Alena Amialiusik           | Trixi Worrack           | Eugenia Bujak           |                  |
| 2016           | Olena Pavlukhina           | Shara Gillow            | Alena Amialiusik        |                  |
| 2017           | Riejanne Markus            | Anouska Koster          | Moniek Tenniglo         |                  |
| 2018           | Emilia Fahlin              | Olga Zabelinskaïa       | Maria Novolodskaya      |                  |
| 2019           | Marta Bastianelli          | Julie Van de Velde      | Maria Novolodskaya      |                  |
| 2020           | annulé/abandonné           | annulé/abandonné        | annulé/abandonné        | annulé/abandonné |
| 2021           | annulé/abandonné           | annulé/abandonné        | annulé/abandonné        | annulé/abandonné |
| 2022           | Agnieszka Skalniak-Sójka   | Jenny Rissveds          | Christina Schweinberger |                  |
| 2023           | Jenny Rissveds             | Dominika Włodarczyk     | Emilia Fahlin           |                  |
| 2024           | Corinna Lechner            | Mirre Knaven            | Urška Žigart            |                  |
| 2025           | Alison Jackson             | Jasmin Liechti          | Karolina Kumięga        |                  |